# بوذرجمهر مهر
بوذرجمهر مهر آخرین نماینده ایرانیان زرتشتی در مجلس شورای ملی بود. او دانش‌آموخته رشته پزشکی و متخصص بافت شناسی و بیماری‌های داخلی بود و به مدت ۵۱ سال به عنوان استاد دانشگاه در دانشگاه‌های تهران، شهید بهشتی و آزاد اسلامی کرج تدریس کرد.
او سال‌ها مسوول بخش داخلی بیمارستان نفت بود. از جمله ایده‌های او می‌توان به ایجاد انستیتو تغذیه، اضافه کردن ید به نمک و اضافه کردن عنصر آهن به آب اشاره کرد.

## تحصیلات
تحصیلات ابتدایی خود را در دبستان جمشید جم تهران و تحصیلات متوسطه را در دبیرستان فیروز بهرام به پایان رساند.در سال ۱۳۱۹ بلافاصله پس از گرفتن دیپلم برای تحصیل در رشته پزشکی راهی کشور فرانسه شد اما به دلیل آغاز جنگ به ایران بازگشت و دوره شش ساله پزشکی را در دانشگاه تهران به پایان رساند.پس از آن راهی دانشگاه لندن شد تا بیماری‌های داخلی را به گونه‌ای ویژه بررسی کند.در سال ۱۳۴۵ موفق به کسب سمت استاد تمام جهت تدریس در دانشکده پزشکی شد.

## افتتاح کتابخانه
در ۶ فروردین ۱۳۹۰، کتابخانه‌ای بنام ایشان در مجتمع فرهنگی، ورزشی مارکار تهرانپارس تهران بازگشایی شد. ساختمان این کتابخانه از دهش رستم رستمی عصرآبادی ساخته شده‌است.

## بزرگداشت
در مهرماه سال ۱۳۸۷، برنامه‌ای برای بزرگداشت ایشان در تالار گردهمایی دبیرستان فیروز بهرام، برگزار شد. در این گردهمایی گروهی از زرتشتیان، همکاران و دانشجویان ایشان حضور داشتند.